# Maison romane de Loisail
La maison romane, ou maison de l'Audience, est un édifice situé à Loisail, en France.

## Localisation
Le monument est situé dans le département français de l'Orne, dans le bourg de Loisail, au nord de l'église Saint-Martin et à l'ouest du château.

## Architecture
Les façades et les toitures sont inscrites au titre des Monuments historiques depuis le 3 septembre 1974.